# Duomo di Ferentino
La Basilica Concattedrale dei santi Giovanni e Paolo è il principale luogo di culto cattolico di Ferentino, concattedrale della diocesi di Frosinone-Veroli-Ferentino.

## Storia
Il duomo sorge sul luogo dell'antica acropoli della città. La primitiva chiesa è d'epoca altomedievale, costruita ai tempi di papa Pasquale I (817-824) sui resti di un antico tempio romano; questa venne ristrutturata e rinnovata internamente ad opera del vescovo Agostino agli inizi del XII secolo, e il 29 dicembre 1108, al termine dei lavori, vi furono traslate solennemente le reliquie del martire romano Ambrogio, patrono di Ferentino. La tradizione ricorda la dedicazione della cattedrale il 13 giugno 1108 (alla presenza di papa Pasquale II), mentre dal Settecento la festa liturgica della dedicazione è stata spostata al 23 ottobre.
Il pavimento cosmatesco risale agli inizi del XIII secolo (1203), opera di Jacobi magistri romani. Lavori di restauro in epoca barocca hanno portato alla rimozione di diversi elementi romanici, tra cui l'iconostasi e l'ambone.

## Descrizione Cattedrale
La semplice facciata dell'edificio è a salienti (Si presenta una successione di spioventi posti a differenti altezze); in essa si aprono tre porte, di cui la centrale più grande, ognuna sormontata da una lunetta semicircolare; in alto si apre una finestrella accompagnata da una coppia di colonnine. Nella lunetta della porta centrale è affrescata la Vergine odegitria col Bambino fra i santi Giovanni e Paolo.

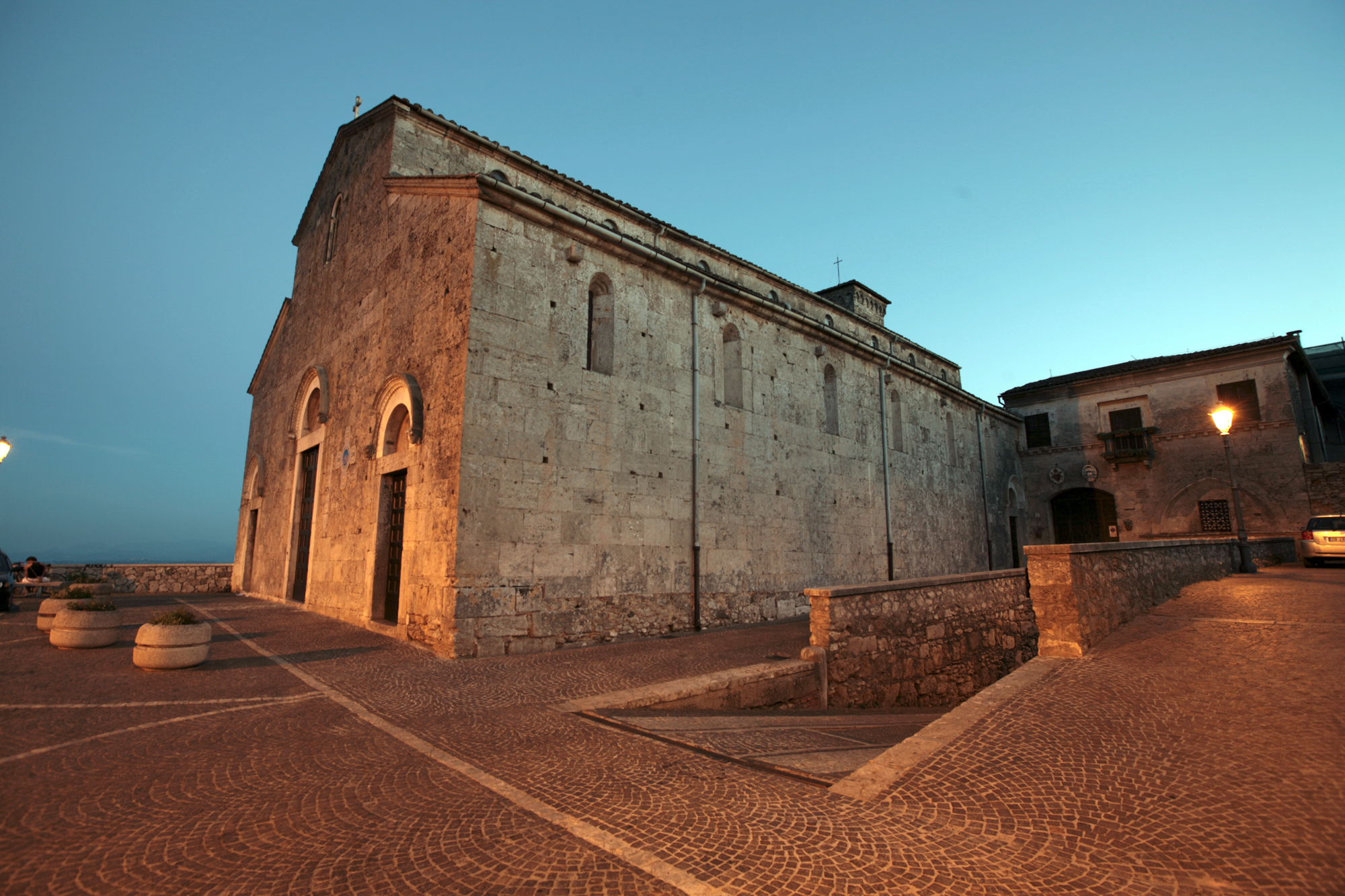
Vista laterale

L'interno è a tre navate absidale, suddivise da arcate con copertura a capriate. Oltre alla ricca pavimentazione cosmatesca, ciò che colpisce maggiormente è il presbiterio rialzato circondato da una balaustra anch'essa cosmatesca, con l'altare maggiore racchiuso in un ciborio (1228-1240), sorretto da quattro colonne, opera di Trudo de Trivio, come si legge nella scritta interna della trabeazione. Affianca il ciborio una interessante colonna tortile, utilizzata per il cero pasquale, risalente alla stessa epoca: in origine questa colonna affiancava l'ambone, smontato in epoca barocca. Chiude la zona presbiteriale la cattedra vescovile, al centro dell'abside: su questa cattedra si sono seduti i papi Pasquale II, Innocenzo III, Onorio III, Alessandro III, Gregorio XVI, Pio IX e Paolo VI. Nel catino absidale è raffigurato il Cristo pantocratore nella gloria, mentre nelle pareti absidali sono raffigurati i santi Giovanni, Paolo, Ambrogio e Redento (antico vescovo locale): queste opere, come tutta la decorazione interna della chiesa, è di manifattura recente, realizzata da Eugenio Cisterna (1904). Durante i restauri d'inizio XX secolo, fu costruito sotto l'altare maggiore un sacello per conservare le reliquie del martire Ambrogio.
Nei muri della navata centrale, sotto le finestre, in 14 medaglioni sono raffigurati i santi locali. In sacrestia è conservato il ciborio della primitiva cattedrale del IX secolo, i cui elementi decorativi richiamano quello di Sant'Apollinare in Classe a Ravenna.